# Jean Anthony
 (septembre 2024).
Jean Anthony, né le 23 février 1915 à Châteaulin et décédé à Brest le 1er mai 2004, est un médecin et anatomiste français, spécialiste des singes platyrhiniens et du Cœlacanthe, professeur d' anatomie comparée au Muséum national d'histoire naturelle et d'anatomie dentaire à l'École dentaire de Paris.

## Biographie
Après un baccalauréat littéraire, son goût pour les Sciences naturelles le conduit à suivre les traces de son oncle, le professeur Raoul Anthony, titulaire de la chaire d'Anatomie Comparée au Museum de Paris. Cet oncle avec lequel il était très lié, l'incita à passer son doctorat en médecine pour maîtriser l'anatomie humaine avant d'aborder le vaste domaine de l'histoire naturelle.
Reçu à l'externat des Hôpitaux de Paris, Jean Anthony devient docteur en médecine en 1939 avec une thèse sur Les examens radiologiques systématiques dans les collectivités d'enfants et docteur ès Sciences en 1946, avec une thèse sur La morphologie externe du cerveau des singes platyrrhiniens ce qui lui vaut le surnom, par ses collègues, de « Dr. Saïmiri », oublié lorsqu'il se fit connaître par ses études sur le Cœlacanthe.

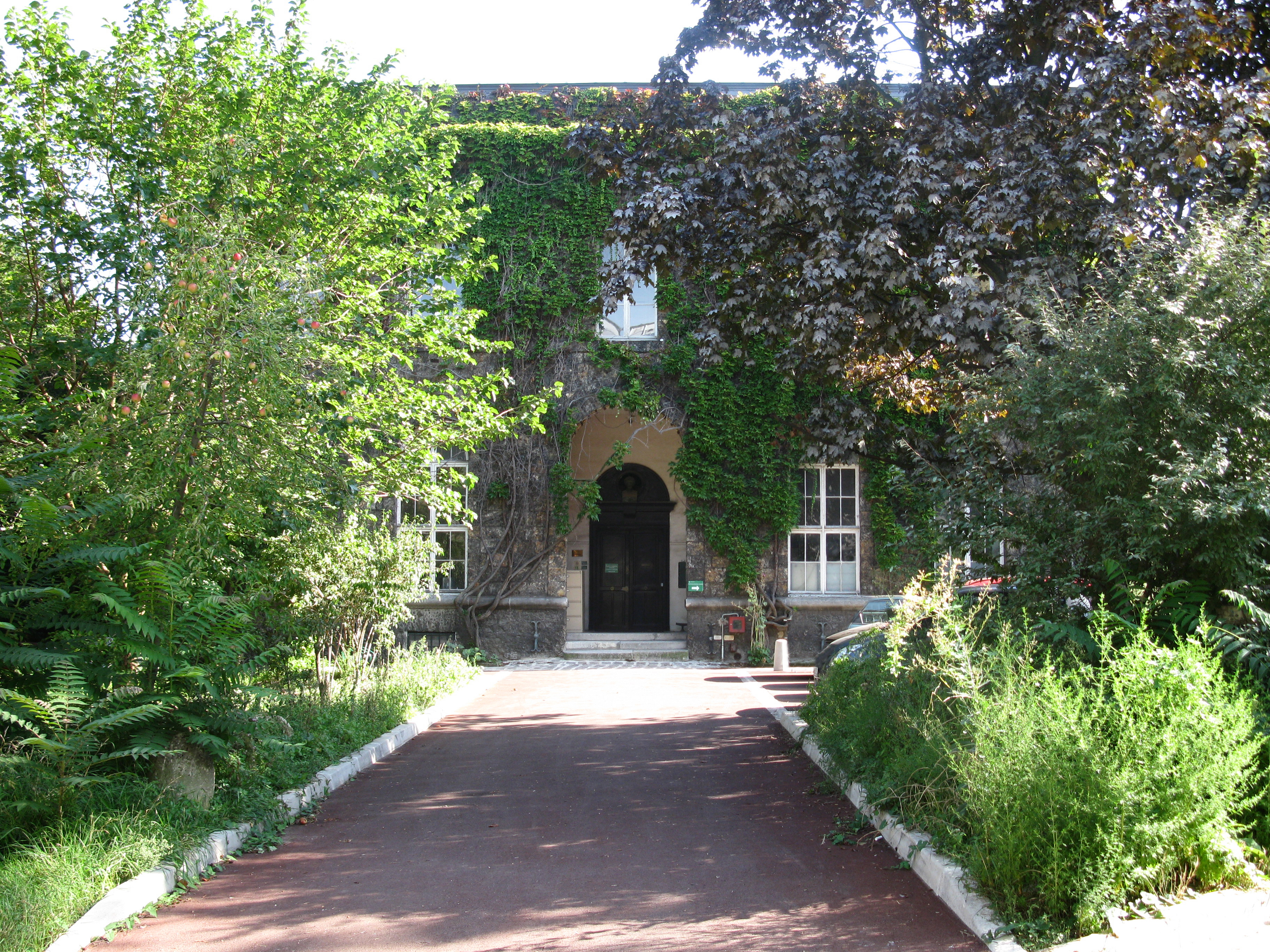
Le laboratoire d'Anatomie comparée du Muséum national d'histoire naturelle, abritant des collections ostéologiques parmi les plus importantes et anciennes du monde.

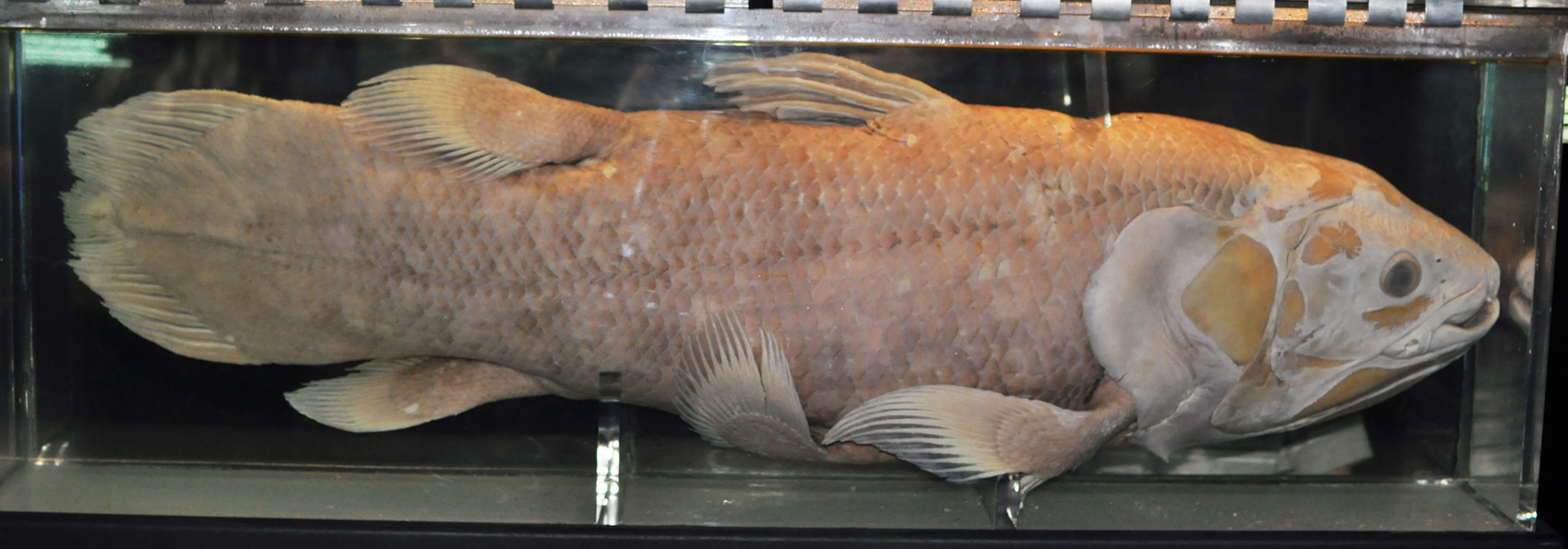
L'un des Cœlacanthes étudiés par Jean Anthony, exposé à la galerie d'Anatomie comparée du Muséum.

Jean Anthony avait soutenu la cause de l'autonomie bretonne et son oncle préfère le détacher comme professeur d'anatomie comparée à l'Université de São Paulo, au Brésil, de 1947 à 1950. Revenu en France en 1950, il devient en 1957 sous-directeur de laboratoire au Muséum et en 1962, succédant au professeur Jacques Millot, il est nommé professeur titulaire de la chaire d'Anatomie comparée. En 1983, il assure aussi la gérance de la chaire d'Anthropologie au Musée de l'Homme, puis il prend sa retraite en 1984. En outre, Jean Anthony dispense un enseignement à l'École dentaire de Paris.
Il publie de nombreux articles et plusieurs livres, le plus connu étant l'Opération Cœlacanthe (Arthaud, 1976, (ASIN B003WVHSBS)).
Jean Anthony est inhumé au cimetière de Plougonven (Finistère).

## Publications

### Articles
Anthony J., « L'antagonisme pariéto-occipital chez Chrysothrix kaupi » in : Bulletin du Muséum national d'histoire naturelle, vol. 15, série 2 - 4, 1943, pp. 145-147.
Anthony J., « Signification de la scissure retrocalcarine dans l'étude de l'antagonisme pariéto-occipital chez les singes Platyrrhiniens » in : Bulletin du Muséum national d'histoire naturelle, vol. 15, série 2 - 4, 1943, pp. 148-150.
Anthony J., « L'évolution des plis de passage pariéto-occipitaux de Gratiolet chez les singes Platyrhiniens » in : Bulletin du Muséum national d'histoire naturelle, vol. 15, série 2 - 5, 1943, pp. 267-274.
Anthony J., « Une anomalie présentée par un cerveau de Macaca sylvanus Linné » in : Bulletin du Muséum national d'histoire naturelle, vol. 16, série 2 - 5, 1944, 287-289
Anthony J., « Remarques relatives au cerveau du singe Cebus apella Linné » in : Bulletin du Muséum national d'histoire naturelle, vol. 16, série 2 - 6, 1944, pp. 405-407.
Anthony J., « Genèse du crochet de l'hippocampe » in : Bulletin du Muséum national d'histoire naturelle, vol. 17, série 2 - 4, 1945, pp. 286-291.
Anthony J., « Caractères dentaires d'un nouvel hippopotame fossile Hippopotamus [Tetraprotodon] protamphibius C. Arambourg » in : Bulletin du Muséum national d'histoire naturelle, vol.18, série 2 - 6, 1946, pp. 507-509.
Anthony J., « Clef analytique pour la détermination des Singes américains par les caractères de la tête osseuse » in : Bulletin du Muséum national d'histoire naturelle, vol. 19, série 2 - 1, 1947, pp. 47-50.
Anthony J., « Étude des moulages endocrâniens d’hippopotames disparus » in : Mémoires du Muséum national d'Histoire naturelle, nouvelle série (1935-1950) ; n° 26 (2), 1948.
Anthony J., Serra O. et Serra R. G., « La surface de la voûte palatine rapportée à la capacité crânienne chez les singes » in : Bulletins et Mémoires de la Société d'anthropologie de Paris, IX-e série, tome 10, fascicule 4-6, 1949. pp. 129-145.
Anthony J., « Morphologie externe du cerveau dans le genre Alouatta » in : Bulletin du Muséum national d'histoire naturelle, vol. 22, série 2 - 1, 1950, pp. 60-62.
Anthony J. et Picard-Leroy G., « Observations sur la rotation du lobe occipital du cerveau chez les Primates » in : Bulletins et Mémoires de la Société d'anthropologie de Paris, Xe série, tome 1, fascicule 4-6, 1950. pp. 255-260.
Anthony J. et Delattre A., « Les particularités cranio-encéphaliques du Saïmiri » in : Bulletins et Mémoires de la Société d'anthropologie de Paris, Xe Série, tome 2, fascicule 4-6, 1951. pp. 166-176.
Anthony J., « Un corollaire important de la loi de Baillarger sur la gyrencéphalie » in : Bulletin du Muséum national d'histoire naturelle, vol. 23, série 2 - 3, 1951, pp. 239-246.
Anthony J., « A propos de l'utilisation de certains caractères cérébraux des Singes platyrrhiniens en systématique » in : Bulletins et Mémoires de la Société d'anthropologie de Paris, X-e série, tome 4, fascicule 5-6, 1953. pp. 535-542.
Anthony J., « Ébauche de dispositif compresseur de la glande venimeuse chez le serpent opisthoglyphe d'Amérique du Sud Tomodon dorsatum D. et B. » in : Bulletin du Muséum national d'histoire naturelle, vol. 25, série 2 - 3, 1953, pp. 272-275.
Anthony J. et Millot J.,« Le cloaque chez les Cœlacanthes » in : Bulletin du Muséum national d'histoire naturelle, vol. 32, série 2 - 4, 1960, pp. 287-289.
Anthony J., « Hommage à Georges Cuvier à l'occasion du bi-centenaire de sa naissance » in : Bulletin du Muséum national d'histoire naturelle, vol. 42, série 2 - 1, 1970, pp. 97-101.
Anthony J., Millot J. et Robineau D., « État commenté des captures de Latimeria chalumnae Smith (Poisson, Crossoptérygien, Cœlacanthidé) effectuées jusqu'au mois d'octobre 1971 » in : Bulletin du Muséum national d'histoire naturelle, série 3 « Zoologie », vol. 53, série 3 - 39, 1972, pp. 533-548.

### Livres
- Evolution du complexe calcarin des primates, éd. du MNHN, Paris 1944.
- Cours d'anatomie dentaire comparée, éd. J. Prélat, Paris 1973.
- Opération Cœlacanthe : éd. Arthaud, Grenoble 1976.

## Hommages
L'École dentaire de Paris a décerné à Jean Anthony une médaille d'or pour la publication de son Cours d'Anatomie dentaire comparée (1973) en plusieurs langues.

### Sources
- Philippe Jaussaud et Édouard-Raoul Brygoo, Du Jardin au Muséum : en 516 biographies, Paris, Muséum national d'histoire naturelle, coll. « Archives », 2004, 22e éd., 630 p. (ISBN 978-2-85653-565-3, BNF 39901353)
- Annuaire et sites du Muséum national d'histoire naturelle, 40 p., MNHN, Paris, rééditions décennales.
- Ghislaine Prévos, Service documentation du Département des Galeries du Muséum national d'histoire naturelle, annuaire biographique du personnel.